# Txantxingorri

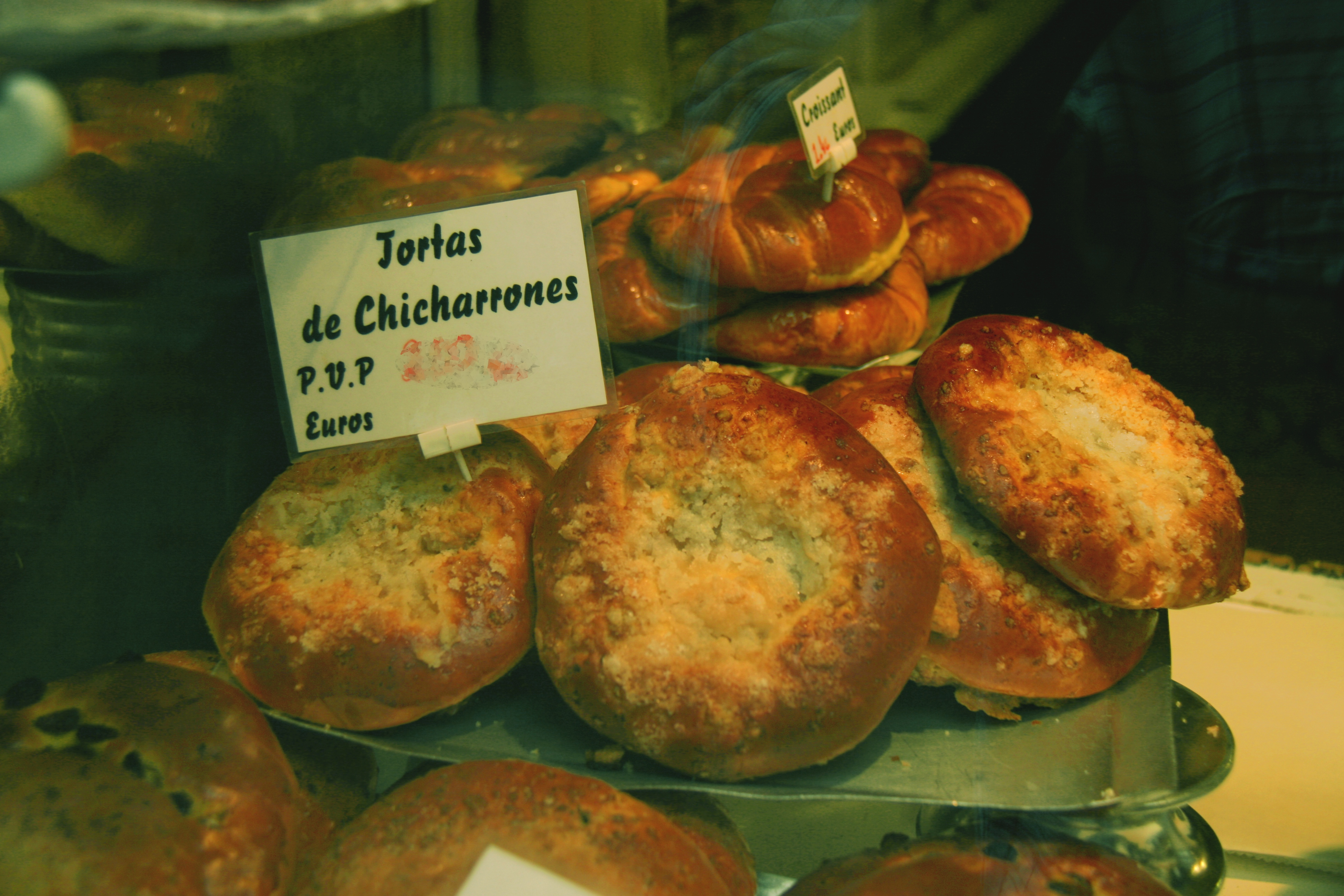
Coques de chanchigorri en un aparador.

Les coques de chanchigorri o txantxigorri (denominades també coques de chalchigorri) són unes postres molt típiques de la cuina navarresa tradicional. Aquestes postres tenen forma rodona. S'elaboren durant el període de la matança del porc (“matatxerri”), entre els seus principals ingredients es troben els materials greixosos fets a partir de residus fregits del llard de porc, massa de pa i sucre. Solen servir-se temperades. Es comercialitzen sobretot en els mesos de tardor.

## Esments en la literatura
Les coques de chanchigorri apareixen en la Trilogia del Baztán de l'escriptora Dolores Redondo.